# Antoine Révol
Antoine Révol (mort le 6 août 1629) ecclésiastique qui fut évêque de Dol de 1603 à sa mort.

## Biographie
Antoine Révol dit parfois de Révol est originaire du Dauphiné mais nait à Paris en 1548. Il est le fils d'Antoine archer dans la garde royale et de Benoite Chauvin. Il est le aussi cousin germain d'Edmond Révol nommé évêque de Dol mais jamais consacré.
Antoine Révol embrasse l'état ecclésiastique et il est d'abord chanoine régulier de abbaye Saint-Ruf de Valence en Dauphiné ou il aurait rencontré François de Sales, puis chanoine et chantre de l'église cathédrale de Dol. À cette époque, il n'est encore qu'un simple clerc mais il obtient son doctorat in utroque jure et il est ordonné sous-diacre. Son cousin se désiste du diocèse de Dol en sa faveur contre une pension de 4.000 livres. Le roi Henri IV le nomme en 1602, évêque de Dol il est confirmé le 5 novembre 1603 et consacré à Paris le 6 janvier 1604, dans l'église de Saint-Martin-des-Champs à Paris, par Paul Hurault de L'Hospital, archevêque d'Aix.
Il prend possession le 20 février suivant. Le nouveau prélat s'applique à bien gouverner son diocèse, par des synodes réguliers, des visites fréquentes et les établissements de religieux qu'il favorise. Ami de François de Sales, il fonde à Dol-de-Bretagne le 29e monastère de l'Ordre de la Visitation le 20 novembre 1627 toutefois les religieuses abandonnent dès 1631 leur établissement pour Caen, à cause « du mauvais air de la ville ». Il préside successivement les États de Bretagne de Saint-Brieuc (1605) Ploërmel (1606) Tréguier 1607, Redon (1612) et Dol (1614). Antoine Révol meurt le 6 août 1629 dans son manoir épiscopal des Ormes, après vingt-cinq ans et sept mois d'épiscopat. Il est inhumé dans la chapelle absidiale dite de Saint-Samson de sa cathédrale, où ses neveux font placer sur la muraille une grande plaque de cuivre avec une inscription.

## Sources
- (en) catholic-hierarchy.org Bishop : Antoine de Révol
- François Duine, La Métropole de Bretagne. Chronique de Dol composée au XIe siècle, et catalogues des dignitaires jusqu'à la Révolution.
- Patrick Amiot Dol de Bretagne d'hier et d'aujourd'hui Tome III.